# Halleluja, halleluja, halleluja (grekisk-ortodox)
Halleluja, halleluja, halleluja är en psalm med musik efter grekisk-ortodox tradition.

## Publicerad i
- Psalmer och Sånger 1987 som nummer 766 under rubriken "Psaltarpsalmer och andra sånger ur bibeln".[1]